# Sector energètic del Marroc
El sector energètic del Marroc està dominat pels combustibles fòssils, importats gairebé tots, els quals abasten el 88,5% del consum energètic primari del país en dades de 2014 (oli 61,9%, carbó 21,3%, gas 5,3%); les energies renovables n'aporten un 8,8% i les importacions d'electricitat el 2,7%.
La producció d'energia primària local representa només el 8,8% de les necessitats del país (dades de 2014); es compon de gairebé en la seva totalitat (95%) d'energies renovables: biomassa i residus 77,5%, vent 9,4%, hidroelectricitat 8%. El Marroc té importants reserves de pissarra bituminosa i gas d'esquist que encara no s'han explotat a escala industrial. D'altra banda, la generació d'electricitat també està dominada pels combustibles fòssils en un 86,4% (carbó 54,3%, gas 19,2%, petroli 12,9%). Les energies renovables representen el 13,6% de la producció entre l'energia hidràulica 7% i l'energia eòlica 6,6%, que es desenvolupen ràpidament (l'eòlica va augmentar del 2,8% el 2010 al 6,6% el 2014) gràcies al suport de l'estat, que s'ha fixat l'objectiu d'augmentar la participació de les renovables fins al 42% el 2020. El Marroc també adquireix els mitjans necessaris per poder triar l'opció nuclear abans del 2030.
El consum d'energia primària per capita del Marroc el 2014 va ser de 0,56 tep, cosa que equival al 30% de la mitjana mundial i al 84% de la mitjana africana. Les emissions de CO₂ van ascendir a 1,5 t per capita el 2014, corresponent al 35% de la mitjana mundial i 64% per sobre de la mitjana africana.

## Dades
| Principals indicadors de l'energia del Marroc | Principals indicadors de l'energia del Marroc | Principals indicadors de l'energia del Marroc | Principals indicadors de l'energia del Marroc | Principals indicadors de l'energia del Marroc | Principals indicadors de l'energia del Marroc | Principals indicadors de l'energia del Marroc |
| --------------------------------------------- | --------------------------------------------- | --------------------------------------------- | --------------------------------------------- | --------------------------------------------- | --------------------------------------------- | --------------------------------------------- |
|                                               | Població                                      | Consum energia primària                       | Producció                                     | Exportació neta                               | Consum d'electricitat                         | Emissions de CO₂                              |
| Any                                           | Milions                                       | Mtep                                          | Mtep                                          | Mtep                                          | TWh                                           | Mt CO₂eq                                      |
| 1990                                          | 24,95                                         | 7,62                                          | 1,45                                          | 6,50                                          | 8,91                                          | 19,65                                         |
| 2000                                          | 28,95                                         | 11,02                                         | 1,35                                          | 9,93                                          | 14,11                                         | 29,54                                         |
| 2008                                          | 31,35                                         | 16,17                                         | 1,89                                          | 14,39                                         | 23,13                                         | 42,75                                         |
| 2009                                          | 31,72                                         | 16,28                                         | 1,87                                          | 15,14                                         | 23,81                                         | 42,72                                         |
| 2010                                          | 32,11                                         | 17,08                                         | 1,92                                          | 16,39                                         | 25,10                                         | 45,95                                         |
| 2011                                          | 32,53                                         | 18,40                                         | 1,75                                          | 17,57                                         | 27,07                                         | 50,26                                         |
| 2012                                          | 32,98                                         | 18,66                                         | 1,69                                          | 19,38                                         | 29,15                                         | 51,75                                         |
| 2013                                          | 33,45                                         | 18,74                                         | 1,83                                          | 18,67                                         | 29,72                                         | 50,47                                         |
| 2014                                          | 33,92                                         | 18,98                                         | 1,76                                          | 19,53                                         | 30,93                                         | 53,11                                         |
| variació 1990-2014                            | +36,0 %                                       | +149,1 %                                      | +21,4 %                                       | +200,5 %                                      | +247,1 %                                      | +170,3 %                                      |

## Recursos primaris
| Font                                     | 1990  | %    | 2000  | %    | 2010  | %    | 2011  | 2012  | 2013  | 2014  | % 2014 | var. 2014/1990 |
| Carbó                                    | 295   | 20,4 | 17    | 1,3  |       |      |       |       |       |       | 0      | -100 %         |
| Petroli                                  | 14    | 1,0  | 12    | 0,9  | 9     | 0,5  | 9     | 7     | 7     | 5     | 0,3    | -64 %          |
| Gas natural                              | 43    | 3,0  | 38    | 2,8  | 45    | 2,3  | 51    | 67    | 83    | 85    | 4,8    | +98 %          |
| Total fòssils                            | 352   | 24,3 | 67    | 5,0  | 54    | 2,8  | 60    | 74    | 90    | 90    | 5,1    | -74 %          |
| Hidràulica                               | 105   | 7,2  | 62    | 4,6  | 298   | 15,5 | 173   | 140   | 222   | 141   | 8,0    | +34 %          |
| Biomassa-residus                         | 992   | 68,5 | 1.217 | 90,1 | 1.510 | 78,7 | 1.460 | 1.414 | 1.389 | 1.366 | 77,5   | +38 %          |
| Solar, eòlica, geotèrmica                |       |      | 6     | 0,4  | 57    | 3,0  | 60    | 63    | 127   | 165   | 9,4    | ns             |
| Total renovables                         | 1.097 | 75,7 | 1.285 | 95,1 | 1.865 | 97,2 | 1.460 | 1.617 | 1.738 | 1.672 | 94,9   | +52 %          |
| Total                                    | 1.449 | 100  | 1.351 | 100  | 1.919 | 100  | 1.693 | 1.691 | 1.828 | 1.762 | 100    | +22 %          |
| Font: Agència Internacional de l'Energia |       |      |       |      |       |      |       |       |       |       |        |                |